# Sycozoa murrayi
Sycozoa murrayi är en sjöpungsart som först beskrevs av William Abbott Herdman 1886.  Sycozoa murrayi ingår i släktet Sycozoa och familjen Holozoidae. Inga underarter finns listade i Catalogue of Life.